# Monterey Pop
A Monterey Pop D. A. Pennebaker 1968-ban bemutatott filmje, mely az 1967. június 16–18. között tartott Monterey-i popfesztiválról készült dokumentumfilm. Az operatőrök között volt Richard Leacock és Albert Maysles dokumentumfilm-rendező is. Brice Marden festőt operatőr-asszisztensként jelölték, Bob Neuwrith pedig – aki Pennebaker Dont Look Back című, Bob Dylanről készült filmjében is feltűnt – színpadmester volt. A film főcímét Tomi Ungerer illusztrátor készítette. A filmben többek között a Big Brother and the Holding Company (Janis Joplinnal), a Jefferson Airplane, Hugh Masekela, Otis Redding, Ravi Shankar, a The Mamas & the Papas, a The Who és Jimi Hendrix fellépése látható. Legemlékezetesebb pillanatai közé tartozik, amikor a The Who a My Generation című dal végén összetöri hangszereit és amikor Jimi Hendrix fellépése végén  összetöri és felgyújtja gitárját.

## A filmben elhangzó dalok
A dalok a filmben való elhangzásuk sorrendjében láthatóak.
1. Combination of the Two (Big Brother and the Holding Company)[1]
2. San Francisco (Scott McKenzie)[1]
3. Creeque Alley (The Mamas & the Papas)[1]
4. California Dreamin’ (The Mamas & the Papas)
5. Rollin’ and Tumblin’ (Canned Heat)
6. The 59th Street Bridge Song (Feelin’ Groovy) (Simon and Garfunkel)
7. Bajabula Bonke (Healing Song) (Hugh Masekela)
8. High Flyin’ Bird (Jefferson Airplane)
9. Today (Jefferson Airplane)
10. Ball and Chain (Big Brother and the Holding Company)
11. Paint It, Black (Eric Burdon and the Animals)
12. My Generation (The Who)
13. Section 43 (Country Joe and the Fish)
14. Shake (Otis Redding)
15. I’ve Been Loving You Too Long (Otis Redding)
16. Wild Thing (The Jimi Hendrix Experience)
17. Got a Feelin’ (The Mamas & the Papas)
18. Raga Bhimpalasi (Ravi Shankar)

## A DVD-kiadás
A Monterey Pop 2002-ben, a The Criterion Collection által kiadott The Complete Monterey Pop Festival részeként DVD-n is megjelent. A sorozatban helyet kapott Pennebaker két másik rövidfilmje, a Jimi Plays Monterey és a Shake! Otis at Monterey, valamint mintegy két órányi felvétel olyan együttesektől is, melyek nem kerültek be az eredeti filmbe.

## Hatása
Jean-Luc Godardnak annyira megtetszett a Jefferson Airplane fellépése, hogy 1968-ban Pennebakerrel és Leacockkal közös film készítését tervezte, One A.M. (One American Movie) címmel. Godard lefilmezte az Airplane-t, amint az együttes egy New York-i szálloda tetején játszik. A koncert a Leacock-Pennebaker irodával szemben volt (a háttérben pedig a Rockefeller Center is látható). A hangos zene miatt a rendőrség néhány perc múlva leállította a forgatást. A koncert felvétele a 2004-es Fly Jefferson Airplane című DVD-n jelent meg. Az esemény több más együttest, például a Beatlest is arra ösztökélte, hogy saját „tető-koncertet” csináljanak.